# Bertalan Kun
Bertalan Kun (ur. 6 maja 1999 w Veszprémie) – węgierski piłkarz grający na pozycji ofensywnego pomocnika w serbskim klubie Proleter Nowy Sad. Były młodzieżowy reprezentant Węgier.